# Хрипськ (пункт контролю)
51°38′57.7″ пн. ш. 23°42′22.2″ сх. д. / 51.649361° пн. ш. 23.706167° сх. д.
Хрипськ — пункт пропуску через державний кордон України на кордоні з Білоруссю. Станом на 2011 рік роботи з облаштування пункту пропуску не завершені.
Розташований у Волинській області, Шацький район, поблизу однойменного села. З білоруського боку знаходиться пункт пропуску «Дубок» на дорозі місцевого значення у напрямку Домачевого та Берестя.
Вид пункту пропуску — автомобільний (вантажність до 3,5 тонн). Статус пункту пропуску — місцевий (час роботи з 8:00—20:00).
Характер перевезень — пасажирський.
Пункт пропуску «Хрипськ» може здійснювати лише радіологічний, митний та прикордонний контроль.